# 거버넌스
거버넌스(governance)는 일반적으로 ‘과거의 일방적인 정부 주도적 경향에서 벗어나 정부, 기업, 비정부기구 등 다양한 행위자가 공동의 관심사에 대한 네트워크를 구축하여 문제를 해결하는 새로운 국정운영의 방식’을 말한다. 그렇지만 다양한 학문 분야에서 서로 다른 맥락으로 쓰이고 있어, 아직 정의에 대한 명확한 학문적 합의는 이루어지지 않았다고 볼 수 있다.

## 정의
거버넌스는 일반적으로, 그리고 학문적으로 빈번히 사용됨에도 불구하고, 그 다양한 의미로 인해 정의가 쉽지 않다. 이는 다양한 학문 분야에서 서로 다른 맥락으로 사용되고 있기 때문이다.
존 피에르(Jon Pierre)와 피터스(B. Guy Peters)는 “정책 결정에 있어 정부 주도의 통제와 관리에서 벗어나 다양한 이해당사자가 주체적인 행위자로 협의와 합의 과정을 통하여 정책을 결정하고 집행해 나가는 사회적 통치 시스템”으로 정의했다.
유엔 개발 계획은 “거버넌스란 한 국가의 여러 업무를 관리하기 위하여 정치, 경제 및 행정적 권한을 행사하는 것을 뜻한다. 거버넌스는 또한 시민들과 여러 집단이 자신들의 이해관계를 밝히고 그들의 권리를 행사하며, 자신들의 의무를 다하고, 그들 간의 견해 차이를 조정할 수 있는 복잡한 기구와 과정 등의 제도로서 구성된다.”라고 거버넌스를 정의했다.

## 효과
국정 운영에서 중요시되지 않고 소외되었던 시민사회를 민주적 책임의 강화 측면에서 참여시키고, 불확실성이 증대되는 현대 사회에서 그 동안 정부나 기업들도 경험해 보지도 못했던 복잡한 문제 발생 상황에서 전통의 행정학보다 유용하고 현실적인 대안이 된다. 정부와 사회의 역할분담의 균형점이 전통적인 하향적이고 집권적인 조향에서 사회의 자기조향 능력(self-steering capacity)이 강조되고, 공동규제(co-regulation), 공동조향(co-steering), 공동생산, 공동지도(co-guidance)가 강조되는 방향으로 이동된다.

## 특징
정부, 시민사회, 시장의 파트너십을 전제하고 이를 중시한다. 개별적 요인이나 요인들 사이의 단순한 상관관계가 아니라 유기적 결합, 네트워크의 공식적, 비공식적 요인의 고려한다. 자원배분장치로서 경쟁적인 이익과 목표들을 조정한다. 행정관리자들-수임사항의 효율적 집행자와 연합정치의 적극적 참여자이다.

## 문제점
시민사회의 참여를 중시하는 뉴 거버넌스가 성공되기 위해서는 성숙된 민주의식을 기초로 한 시민사회가 전제되어야 한다. 하지만, 성숙한 시민사회를 모든 민주사회에서 기대하기는 힘들다. 그리고 이와 함께 참여자들의 지위가 불명확하여서 문제가 발생하였을 때 그 책임을 누가질 것인지와 같은 책임성의 문제에 있어서 모호해지게 된다.

## 같이 보기
- 아나키즘
- 기업지배구조
- 데이터 거버넌스
- 교회정치
- 인터넷 거버넌스
- 세계 거버넌스
- 참여 민주주의
- 본인-대리인 문제
- 사회 혁신
- 국가주의

## 참고 문헌
- 이종수, 윤영진 외, 새 행정학, 대영문화사, 2012년 1월 5일, p.145